# Black Rain (альбом Оззи Осборна)
Black Rain (с англ. — «Чёрный дождь») — десятый студийный альбом британского рок-музыканта Оззи Осборна, выпущенный 22 мая 2007 году на лейбле Epic.

## Об альбоме
Альбом был выпущен в нескольких версиях. Оригинальная версия, выпущенная в США, была оформлена в тонком коричневом диджипаке с изображением логотипа в виде коронованного черепа Оззи. Для остального мира он был выпущен в стандартном прозрачном футляре, показывающем обложку буклета. Американская версия альбома не включает в себя буклет. Японский релиз оформлен, как и международный диск, но в него включены два бонус-трека: «I Can’t Save You», и «Nightmare». Также существует версия релиза, распространяемая через сервис iTunes, она включает вышеупомянутую «Nightmare», а также эксклюзивный бонус-трек «Love to Hate». Ещё он включал в себя PDF-файл с буклетом. Впоследствии этот буклет был доступен для бесплатного скачивания в формате PDF с веб-сайта Осборна.
Песня «I Don’t Wanna Stop» была представлена в качестве музыкальной темы на мероприятии WWE Judgment Day 2007 года.
Отзывы о Black Rain в основном не лестны. Rolling Stone говорится об альбоме как о «проходном», Sputnikmusic назвал его «весьма неловким». Allmusic были несколько менее жестки в своей оценке, дав альбому 3.5 из 5 звезд, но все же отметили, что «ничего на диске не может считаться классикой Осборна». Тем не менее, Black Rain достиг высокого уровня продаж в США, и ему был присвоен золотой статус от RIAA в декабре 2007 года.
В США продавалась ограниченная партия (Limited Edition) дисков со специальными кодами внутри упаковки, по которым можно было получить пару билетов на Ozzfest 2007 (Ozzfest 2007 года получил прозвище «Freefest», потому что все билеты на него были бесплатны).
Альбом был переиздан в США 14 августа в новом оформлении и включал в себя полный буклет с текстами, новый цвет обложки и фотографии, а также содержал в себе дополнительный CD с бонусным контентом в виде фотографий моментов записи диска.
Версия «Tour Edition» альбома была выпущена 20 ноября 2007 года. Этот релиз включает дополнительный диск с тремя концертными треками и тремя треками, первоначально доступных на международном релизе и / или iTunes.

## Список композиций
1. «Not Going Away» — 4:32
2. «I Don’t Wanna Stop» — 3:59
3. «Black Rain» — 4:42
4. «Lay Your World on Me» — 4:16
5. «The Almighty Dollar» — 6:57
6. «11 Silver» — 3:42
7. «Civilize the Universe» — 4:43
8. «Here for You» — 4:37
9. «Countdown’s Begun» — 4:53
10. «Trap Door» — 4:03

### Дополнительный диск 'Tour Edition'
1. «I Don’t Wanna Stop (концертный)» — 3:44
2. «Not Going Away (концертный)» — 4:36
3. «Here for You (концертный)» — 4:50
4. «Nightmare» (первоначально выпущен как бонус трек на iTunes и на японском издании) — 4:40
5. «I Can’t Save You» (первоначально выпущен на японском издании) — 3:32
6. «Love to Hate» (первоначально выпущен как бонус трек на iTunes) — 3:57

## Продажи альбома
Альбом стартовал с 3 места в американском Billboard 200 и был продан тиражом 152 000 копии в первую неделю, что сделало его самым быстропродаваемым диском Осборна. Он достиг 37 места в австралийском чарте ARIA Album. По состоянию на 29 сентября 2007 года, альбом был продан тиражом 406 053 копий в США, и был сертифицирован как «золотой».

### История попадания синглов с альбома в чарты
Billboard (Северная Америка)
| Год  | Сингл                | Название чарта             | Позиция |
| ---- | -------------------- | -------------------------- | ------- |
| 2007 | «Not Going Away»     | Hot Mainstream Rock Tracks | 14      |
| 2007 | «I Don’t Wanna Stop» | Billboard Hot 100          | 61      |
| 2007 | «I Don’t Wanna Stop» | Pop 100                    | 54      |
| 2007 | «I Don’t Wanna Stop» | Hot Mainstream Rock Tracks | 1       |
| 2007 | «I Don’t Wanna Stop» | Hot Digital Songs          | 52      |
| 2008 | «Black Rain»         | Hot Mainstream Rock Tracks | 19      |

## Участники записи
- Оззи Осборн — вокал
- Закк Уайлд — гитара, клавишные, бэк-вокал
- Роб Николсон — бас-гитара
- Майк Бордин — ударные